# Pauline Jagsch
Pauline Jagsch (Berlim, 13 de março de 2003) é uma canoísta alemã.

## Carreira
Pauline Jagsch começou a praticar canoagem aos cinco anos, inicialmente apenas por diversão. Depois de vários campeonatos juniores de sucesso, ela ganhou a medalha de prata no caiaque para duas pessoas na Copa do Mundo em Poznan, em maio de 2024, junto com Lena Röhlings.
Nos Jogos Olímpicos de Verão de 2024, em Paris, conquistou a medalha de prata na competição do K-4 500 m feminino, ao lado de Paulina Paszek, Jule Hake e Sarah Brüßler, com o tempo de 1:32.62.